# Chris Lowe
Christopher Sean Lowe (ur. 4 października 1959 w Blackpool) – angielski instrumentalista i klawiszowiec synthpopowego zespołu muzycznego Pet Shop Boys, który założył razem z Neilem Tennantem w 1981.